# Distretto di Hazar Sumuch
Il distretto di Hazar Sumuch è un distretto dell'Afghanistan appartenente alla provincia del Takhar.